# Pagny-lès-Goin

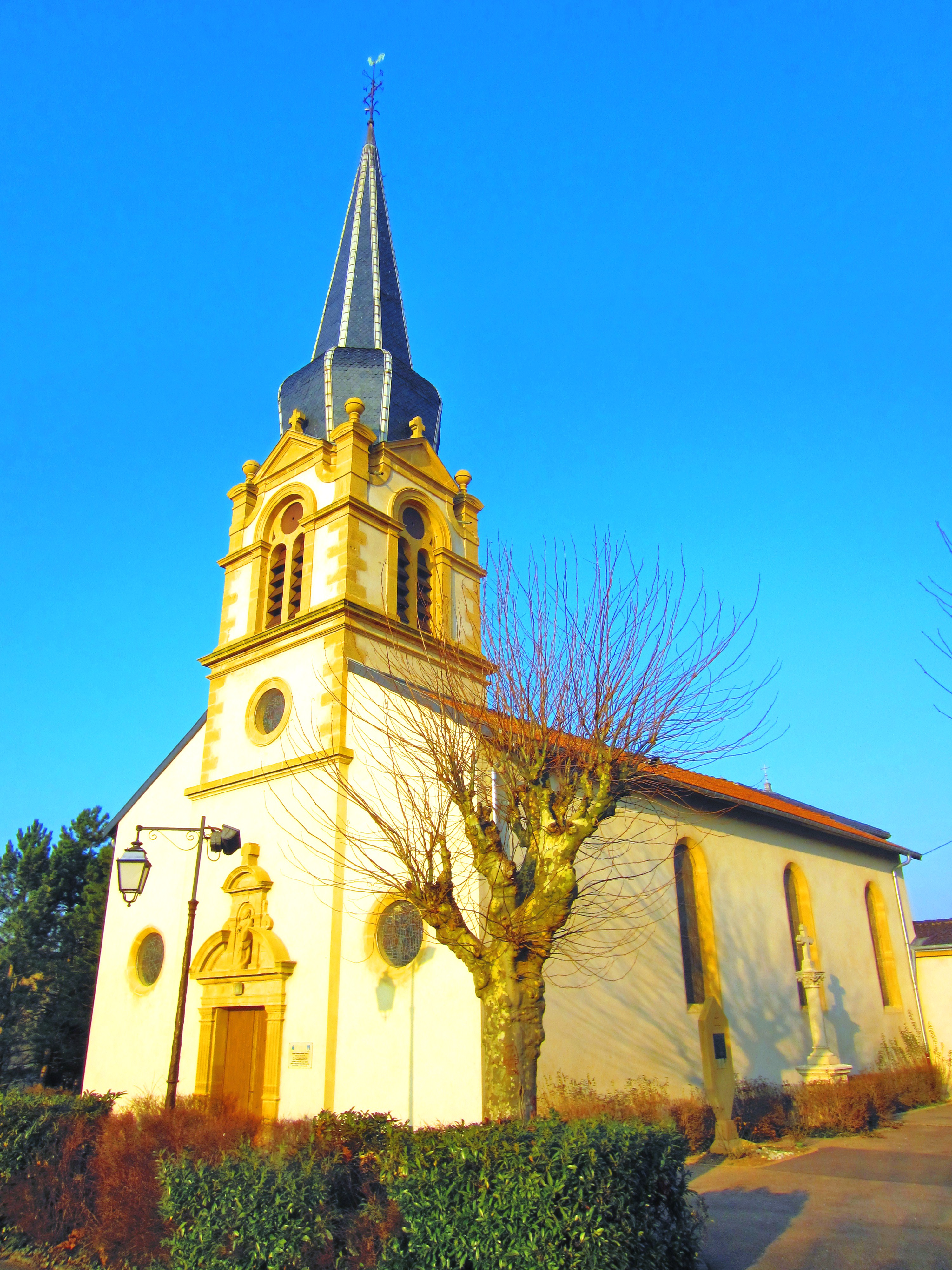
Kirche St. Clément

Pagny-lès-Goin ist eine französische Gemeinde mit 231 Einwohnern (Stand 1. Januar 2022) im Département Moselle in der Region Grand Est (bis 2015 Lothringen). Sie gehört zum Arrondissement Metz.

## Geographie
Pagny-lès-Goin liegt in Lothringen, 19 Kilometer südöstlich von Metz und fünf Kilometer südlich von Verny an einem Bach auf einer Höhe zwischen 200 und 266 m über dem Meeresspiegel. Das Gemeindegebiet umfasst 5,17 km². 
Der Osten des Gemeindegebietes ist Teil des Flughafens Metz-Nancy-Lothringen. Durch den Süden der Gemeinde führt die Hochgeschwindigkeits-Strecke Paris–Straßburg.

## Geschichte
Ältere Ortsbezeichnungen sind Pargney (15. Jh.), Pagney de leiz Going (1404), Pagni (1544) und Pagny-lez-Goin. Die Ortschaft gehörte früher zum Bistum Metz.
Durch den Frankfurter Frieden vom 10. Mai 1871 kam die Region an das deutsche Reichsland Elsaß-Lothringen, und das Dorf wurde dem Landkreis Metz im Bezirk Lothringen zugeordnet.
Nach dem Ersten Weltkrieg musste die Region aufgrund der Bestimmungen des Versailler Vertrags 1919 an Frankreich abgetreten werden und wurde Teil des Département Moselle. Im Zweiten Weltkrieg war die Region von der deutschen Wehrmacht besetzt.
Das Dorf führte von 1940 bis 1944 den Namen Paningen.

### Bevölkerungsentwicklung
| Jahr                       | Jahr | 1962 | 1968 | 1975 | 1982 | 1990 | 1999 | 2007 | 2019 |
| Einwohner                  | 144  | 156  | 136  | 119  | 108  | 163  | 202  | 247  | 229  |
| Quellen: Cassini und INSEE |      |      |      |      |      |      |      |      |      |